# Кајманска Острва на Светском првенству у атлетици на отвореном 2017.
Кајманска Острва су учествовала на Светском првенству у атлетици на отвореном 2017. одржаном у Лондону од 4. до 13. августа петнаести пут. Репрезентацију Кајманских Острва представљао је 1 такмичар који се такмичио у трци на 100 метара.,
На овом првенству такмичар Кајманских Острва није освојио ниједну медаљу нити су остварио неки резултат.

## Учесници
Мушкарци:
- Џамал Волтон — 400 м

## Резултати

### Мушкарци
| Атлетичар    | Дисциплина | Лични рекорд | Квалификације | Квалификације | Полуфинале | Полуфинале | Финале               | Финале       | Детаљи |
| Атлетичар    | Дисциплина | Лични рекорд | Резултат      | Место         | Резултат   | Место      | Резултат             | Место        | Детаљи |
| ------------ | ---------- | ------------ | ------------- | ------------- | ---------- | ---------- | -------------------- | ------------ | ------ |
| Џамал Волтон | 400 м      | 44,99 НР     | 45,05 КВ      | 3. у гр. 2    | 45,16      | 4. у гр. 3 | није се квалификовао | 13 / 49 (52) |        |